# 赵赞 (度支都监)
赵赞（？—995年），北宋并州（今山西省太原市）人。
赵赞开始为军小吏。性情险毒，好言利害。太平兴国年间，补殿直，得宋太宗信任。历任供奉官、閤门祗候，令专钩校三司簿。赵赞自选吏员十数人为耳目，专门伺察中书、枢密及三司事，乘间告发，朝中内外都害怕他。升任西京作坊副使、度支都监。他与郑昌嗣勾结，专横跋扈，胡作非为，人们不敢说他的坏话。至道元年（995年）上元节，京城张灯，赵赞与郑昌嗣及其同伙数人，携妓在玉皇阁饮酒作乐，饮宴至夜半；掌舍宦官不能制止，以其事上奏，太宗大怒，下诏夺赵赞之官，带家流放房州禁锢，郑昌嗣贬为唐州团练副使，不署事，不久二人在途中赐死。